# Fayçal Fajr
Fayçal Fajr (arabisch فيصل فجر, DMG Faiṣal Faǧr; * 1. August 1988 in Rouen) ist ein französisch-marokkanischer Fußballspieler.

## Karriere

### Verein
Fajr begann das Fußballspielen bei einem kleinen Verein aus Sotteville-lès-Rouen und danach bei der US Quevilly, ehe er 2000 in die Jugendabteilung des Le Havre AC wechselte. Später gehörte er kurzzeitig der Jugendmannschaft des FC Rouen an und wechselte letztlich zum CMS Oissel, wo er ab 2006 für die erste Mannschaft in der fünften Liga spielte. 2008 stieg er mit seiner Unterschrift beim ES Fréjus, der ein Jahr später in Étoile Fréjus-Saint-Raphaël umbenannt wurde, um eine Liga auf und avancierte bei dem Viertligisten zugleich zum Stammspieler. 2010 schaffte er mit der Mannschaft den Aufstieg in die dritte Liga. Nachdem er drei Jahre lang einer der Leistungsträger in Fréjus gewesen war, wurde er zu Beginn der Saison 2011/12 vom Erstligisten SM Caen und vom Zweitligisten RC Lens umworben. Fajr entschied sich für Caen und debütierte am 4. Spieltag der neuen Spielzeit in der ersten Liga, als er beim 2:3 gegen Stade Rennes zum Einsatz kam. Im weiteren Verlauf der Saison absolvierte er insgesamt 13 Ligaspiele, davon die meisten von Beginn an, musste allerdings 2012 den Abstieg in die zweite Spielklasse hinnehmen. Nach diesem avancierte er in seinem ersten Zweitligajahr zum Stammspieler, wobei er mit der Mannschaft am Wiederaufstieg scheiterte. Dieser gelang 2014 im zweiten Anlauf.
Im Anschluss an den geschafften Aufstieg entschied sich Fajr für einen Wechsel ins Ausland und unterschrieb beim spanischen Erstligisten FC Elche.

### Nationalmannschaft
Fayr debütierte am 25. November 2015 bei der 0:1-Niederlage gegen Äquatorialguinea für die marokkanische Fußballnationalmannschaft. Mit Marokko nahm er am Afrika-Cup 2017 teil, bei der man im Viertelfinale an Ägypten scheiterte. Beim 2:0-Sieg gegen Burkina Faso am 24. März 2017 erzielte er seinen ersten Länderspieltreffer. Er stand im Kader Marokkos für die Fußball-Weltmeisterschaft 2018. Beim 2:2-Unentschieden gegen Spanien wurde er in der 63. Spielminute für Younès Belhanda eingewechselt und bereitete die zwischenzeitliche 2:1-Führung durch Youssef En-Nesyri vor. Marokko schied in der Gruppenphase als letzter der Gruppe B aus.

## Erfolge
Sivasspor
- Türkischer Pokalsieger: 2022